# William Holyman
Die William Holyman war eines der ersten als solches geplanten und gebauten Containerschiffe und das erste seiner Art in Australien. Es war allerdings nicht für den Transport von ISO-Containern, sondern für Container mit kleineren Abmessungen gebaut.

## Geschichte
Das Containerschiff William Holyman wurde 1961 auf der Werft State Dockyard in Newcastle, New South Wales, im Auftrag der Reederei William Holyman and Sons in Launceston gebaut. Nach ihrer Übergabe im Juli 1961 eröffnete sie am 1. August einen Containerdienst zwischen Melbourne,  Victoria und Launceston. Die William Holyman war das letzte Schiff, das den Tamar River in voller Länge befuhr. Der Dienst wurde bis 1975 unterhalten, danach wurde das Schiff verkauft und fuhr danach unter dem Namen Maldive Swift für die Reederei Maldives Shipping. Am 14. September 1980 wurde die Maldive Swift durch den Ersten Golfkrieg in Khorramshahr eingeschlossen und später abgeschrieben.

## Technik
Das Schiff war als offenes Schiff ausgelegt, dessen sieben Luken mit großem Decksöffnungsgrad den einzelnen 45,72 m langen und 6,40 m hohen durchgehenden Laderaum mit einem Laderauminhalt von rund 3.314 Kubikmetern leicht zugänglich machten. An Deck waren vier elektrohydraulische Kräne von Clark-Chapman & Company vorhanden, die für einen schnellen Ladungsumschlag bei gleichzeitigem Lade- und Löschbetrieb der vorwiegend transportierten Container mit den Abmessungen 4,5 Fuß mal 6 Fuß mal 16 Fuß ausgelegt waren. Die Tragfähigkeit des Schiffes betrug rund 2.000 Tonnen.
Aufbauten und Maschinenanlage waren achtern angeordnet. Der Antrieb des Schiffes bestand aus einem Polar-Siebenzylinder-Dieselmotor.